# Burgruine Fohnsdorf

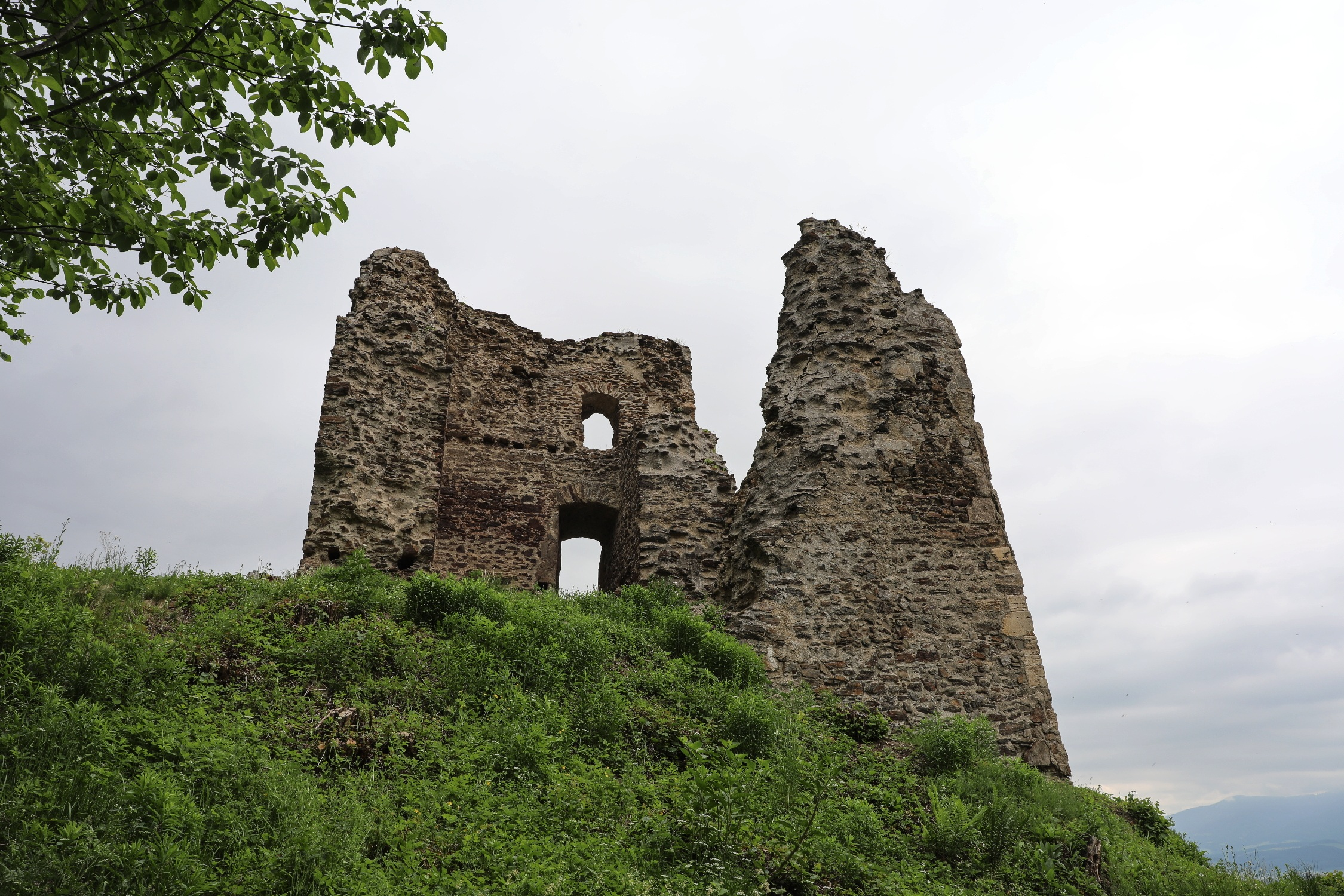
Burgruine Fohnsdorf

Die Burgruine Fohnsdorf ist die Ruine einer Höhenburg nördlich vom Ort Fohnsdorf in der Gemeinde Fohnsdorf im Bezirk Murtal in der Steiermark. Die Mauerreste stehen unter Denkmalschutz.

## Geschichte
Die Burg wurde wahrscheinlich im 9. Jahrhundert errichtet und im Jahr 1252 erstmals urkundlich erwähnt. Nach ihrer Zerstörung im Jahr 1292 wurde sie 1309 wieder aufgebaut. 1479 kam die Burg in den Besitz der Ungarn, später gehörte sie bis 1805 dem Erzbistum Salzburg.

## Architektur
Die Burg stand auf einem steil abfallenden Ausläufer des Frohndorfer Berges. Es bestehen noch Mauerreste des Bergfrieds und des Palas.